# Grotte du nain noir
La grotte du nain noir (Chinois : 烏鬼洞 ; pinyin : Wūguǐ Dòng ; Anglais : Black Dwarf Cave) est une grotte située dans la zone du village de Tianfu, au sein de la commune rurale de Liuqiu dans le comté de Pingtung à Taïwan.

## Caractéristiques
L'entrée principale de la grotte, s'est effondré, ne laissant qu'un étroit passage.

## Géologie
La grotte est composée de roches calcaires.